# Paweł Cibicki
Pawel Cibicki (* 9. Januar 1994 in Malmö) ist ein schwedisch-polnischer Fußballspieler. Er steht in Polen bei Pogoń Stettin unter Vertrag. Außerdem ist er ehemaliger polnischer sowie schwedischer Nachwuchsnationalspieler.

## Karriere

### Verein
Cibicki, Sohn polnischer Eltern, wuchs in seiner Geburtsstadt Malmö auf und begann mit dem Fußballspielen bei Nyadala IF und wechselte später in die Nachwuchsakademie von Malmö FF. In der Saison 2013 kam er viermal für die Profimannschaft zum Einsatz und wurde schwedischer Meister. In der anschließenden Qualifikation zur UEFA Europa League spielte er ebenfalls in vier Partien. In der Saison 2014 kam er in 21 Punktspielen zum Einsatz; Malmö FF gewann erneut die Meisterschaft. Der Verein qualifizierte für die Champions League 2014/15, in der Cibicki zu drei Einsätzen kam. In der Spielzeit 2016 spielte er leihweise bei Jönköpings Södra IF und kam zu 26 Einsätzen, in denen er neun Tore erzielte und kehrte zur Saison 2017 zu Malmö FF zurück. Er kam bis Ende August 2017 in 20 weiteren Partien (fünf Tore) zum Einsatz.
Kurz vor Ende der Sommertransferperiode der Saison 2017/18 wechselte Cibicki nach England zum Zweitligisten Leeds United. Bis zum Ende der Saison, in der Leeds United den 13. Tabellenplatz belegte, kam er wettbewerbsübergreifend auf zehn Einsätze. Am 3. Juli 2018 wechselte Cibicki leihweise nach Norwegen zu Molde FK. 2019 folgte eine weitere Leihe in die Niederlande zu ADO Den Haag. 2020 wechselte Cibicki schließlich fest zu Pogoń Stettin in Polen, dem Heimatland seiner Eltern.

### Nationalmannschaft
Cibicki kam für die polnische U-19-Nationalmannschaft sowie für die U-20-Auswahl zum Einsatz. Ab 2016 spielte er für die schwedischen Auswahlmannschaften und qualifizierte sich mit der schwedischen U-21-Nationalmannschaft für die U-21-Fußball-Europameisterschaft 2017 in Polen; bei dieser Endrunde gehörte er zum schwedischen Kader und kam zu drei Einsätzen.